# 博克西托戈爾斯克區
博克西托戈爾斯克區（俄语：Бокситого́рский райо́н）是列寧格勒州的17個區之一，位於列寧格勒州的東南部，行政中心是博克西托戈爾斯克。該區的面積是7,200平方（2,800平方英里）。人口有2010年人口15,695； 17,698 （2002年俄羅斯人口普查）； 1989年人口49,452.。